# Moncarapacho
Moncarapacho ist eine Kleinstadt (Vila) und ehemalige Gemeinde an der Algarveküste im Süden Portugals.

## Geografie
Moncarapacho liegt südwestlich der Serra de Monte Figo. Es ist 6 km nördlich von der Kreisstadt Olhão, und etwa 16 km nordöstlich von der Distrikthauptstadt Faro entfernt.

## Geschichte
Funde wie die Überreste einer Reihe von Wachtürmen und umgebende Befestigungsspuren belegen eine Besiedlung des Gebietes bereits vor Ankunft der Römer im 2. Jahrhundert v. Chr., die es zu einem Teil ihrer Provinz Lusitania machten. Nach Einfall germanischer Stämme im 5. Jahrhundert n. Chr. wurden diese ab dem frühen 8. Jahrhundert von den Mauren vertrieben, und das Gebiet wurde Bestandteil des al-Andalus. Im Zuge der Reconquista wurde das heutige Gemeindegebiet, zusammen mit der ganzen Algarve, um 1250 Teil des Königreich Portugals.
Die erste offizielle Erwähnung des heutigen Ortes ist in einem Brief des Königs D.Fernando I. aus dem Jahr 1368 dokumentiert. 1471 wurde der Ort zur Vila (Kleinstadt) erhoben und ist seither Sitz einer eigenständigen Gemeinde.

## Kultur und Sehenswürdigkeiten
Eine Reihe von Überresten verschiedener Wachtürme und Befestigungen aus verschiedenen Epochen sind in der Gemeinde zu sehen. Zu den hiesigen Baudenkmälern zählen des Weiteren historische öffentliche Gebäude, eine Windmühle, zwei Herrenhäuser und verschiedene Sakralbauten, darunter die im 15. Jahrhundert errichtete und seither mehrmals umgebaute Gemeindekirche Igreja Paroquial de Moncarapacho (auch Igreja de Nossa Senhora da Graça), die heute Merkmale von Gotik bis Barock zeigt. Auch der historische Ortskern als Ganzes steht unter Denkmalschutz.
Im Museu Paroquial de Moncarapacho finden sich lokale archäologische und ethnografische Exponate, aber auch Skulpturen und sakrale Kunst.
Der 1963 gegründete Volkstanz-Verein Rancho Folclórico de Moncarapacho vertrat auch international bereits häufig die Traditionen des Ortes und der Region.

## Verwaltung
Moncarapacho war Sitz einer gleichnamigen Gemeinde (Freguesia) im Kreis (Concelho) von Olhão im Distrikt Faro. In ihr lebten 7699 Einwohner auf einer Fläche von 69 km² (Stand 30. Juni 2011).
Folgende Ortschaften liegen im Gebiet der ehemaligen Gemeinde:
| - Alfandanga - Areias - Bias do Norte - Bias do Sul - Fontes Santas | - Foupana - Gião - Lagoão - Laranjeiro - Maragota | - Murteira - Pereirinhas - Pereiro - Pés do Cerro - Quatrim do Sul |

Im Zuge der Gebietsreform in Portugal am 29. September 2013 wurden die Gemeinden Moncarapacho und Fuseta zur neuen Gemeinde União das Freguesias de Moncarapacho e Fuseta zusammengeschlossen. Moncarapacho wurde Sitz der Gemeinde.

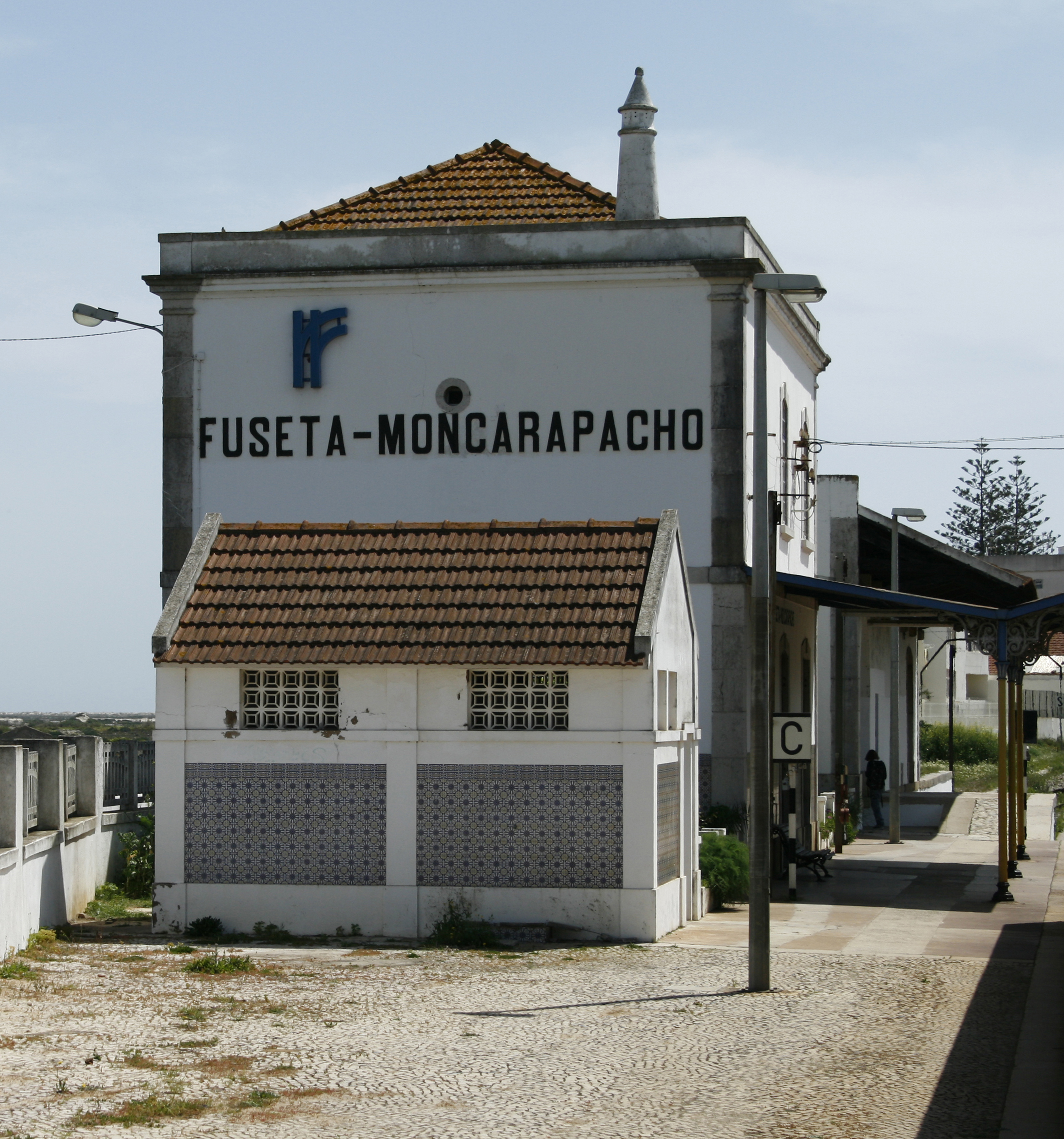
Der gemeinsame Bahnhof von Fuseta und Moncarapacho

## Verkehr
Der Ort liegt an der Eisenbahnstrecke Linha do Algarve. Er ist mit eigener Anschlussstelle (Nr. 15) an die Autobahn A22 angebunden.